# 四十島
四十島（しじゅうしま）は瀬戸内海、松山市の高浜港の南約700m、黒岩と呼ばれる四国本島の岬から目と鼻の先、興居島の黒崎から四十島瀬戸と呼ばれる海峡を挟んだ位置にある、面積約0.0002km2（2006年の愛媛県の資料では1199平米）の小島。無人島。別名ターナー島（-とう）。北緯33度52分43.6秒 東経132度41分48.4秒 / 北緯33.878778度 東経132.696778度（世界測地系参考値）。地番は、松山市高浜町一丁目乙115番地。
全体が花崗閃緑岩の3つの岩礁からなる島しょ群で、松（下記）以外に植生はほとんどなく、岩肌が露出している。
周辺海域は南北方向の海流が急。
松山港（松山観光港）に入出港する旅客船・フェリーからも目にすることができる。
正式には、四十島であるが、夏目漱石の小説『坊っちゃん』を特に意識する場合、「『坊っちゃん』に出てくる「ターナー島」といい、同小説では「青嶋」と登場する（新潮文庫版で43ページに登場）。
小説によると、「坊っちゃん」と一緒に船釣りに出た教頭「赤シャツ」がターナーの絵の様だと言い、「野だいこ」こと「野だ」が「ターナー島」と呼びましょうと応じたことに由来する。松は「ターナー松」とも呼ばれる。また、正岡子規も俳句に詠んでいる。
「島」というよりは「岩礁」群であり、漱石が松山に赴任していた頃は松で青々としていた模様だが、その後の松くい虫の被害などにより、1977年には松は全滅した。翌年から地元の元小学校教員の篤志家が松の植栽に取組み、台風の被害も受けたが、中央及び北の岩礁には2006年現在24本の松が根付いている。ただ、地質がもろく、波浪や海流の影響を受け、年々細っている。
こうした活動が評価され、さらに継承していくため、2005年に所有権が愛媛県から松山市に移された。2006年11月には文化審議会により登録記念物とするよう答申され、2007年2月、国に登録された。

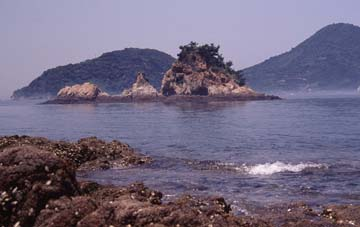
1990年頃。松が今より大きい
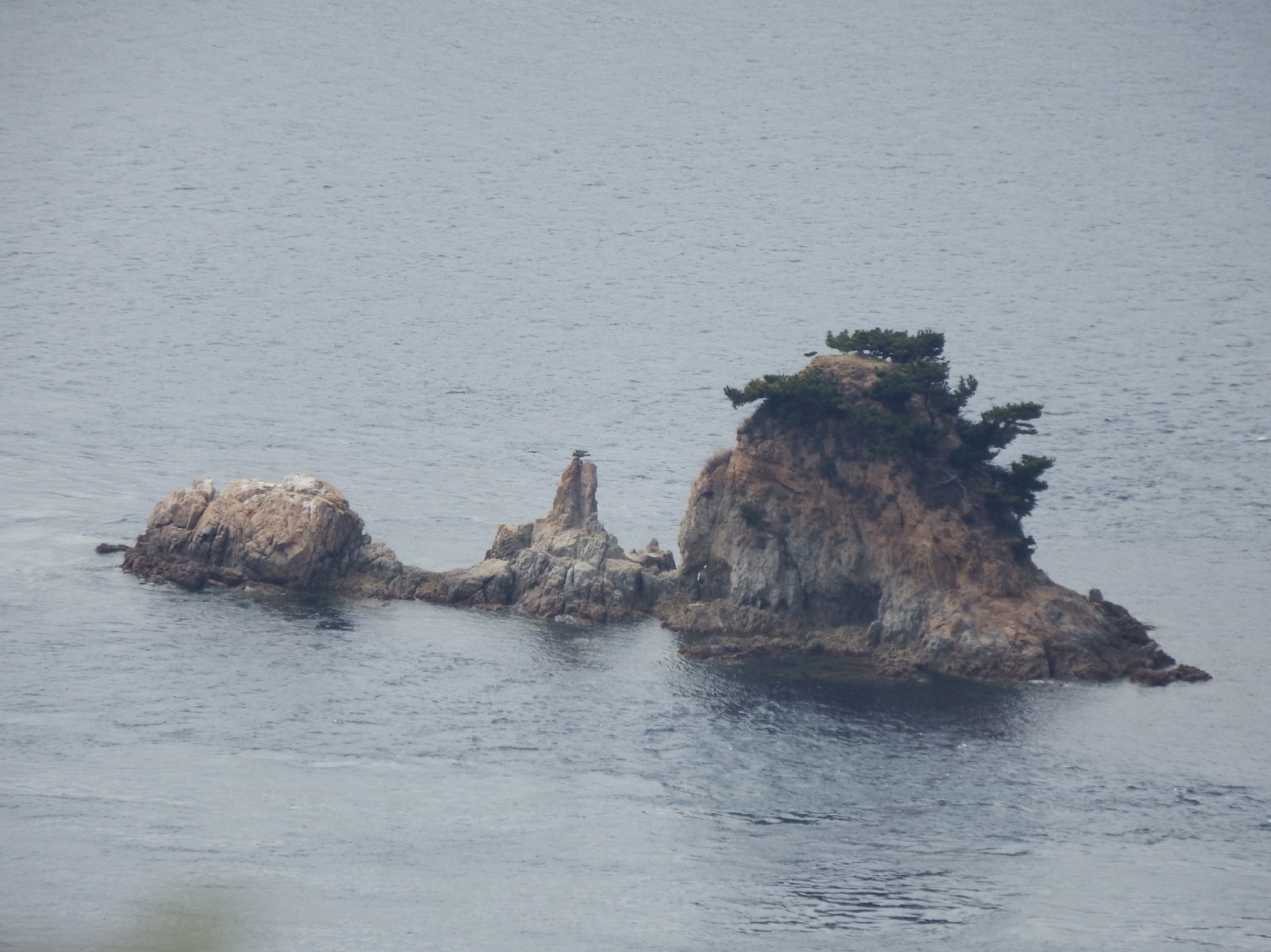
2016年3月16日。経ケ森より